# Bartolino da Novara
Bartolino (Bertolino) Ploti da Novara (Novara, ... – Ferrara, tra il 1406 e il 1410) è stato un architetto e ingegnere italiano.

## Biografia

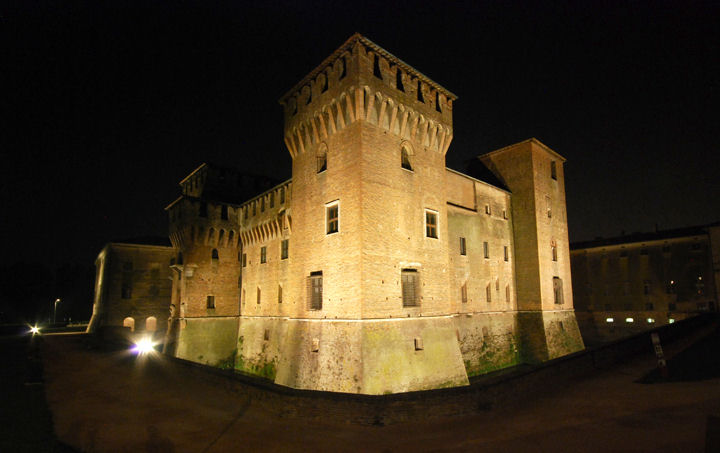
Mantova, Castello di San Giorgio

Figlio di Maestro Giovanni da Novara, sembra che fu l'architetto della Casa Della Porta di Novara.
Fu al servizio degli Este nella città di Ferrara. Il primo documento scritto che lo cita è una lettera datata 8 giugno 1368 di Niccolò II d'Este a Guido Gonzaga dove offre al signore di Mantova i servizi del suo architetto. Niccolò II, il 29 giugno 1373, intestò a Bartolino un palazzo in cui visse anche il suo discendente Domenico Maria Novara maestro di Copernico. Nel 1385 per gli Este, dopo quasi un ventennio di collaborazione, progettò il Castello Estense.
Nel 1395, presso la corte di Francesco I Gonzaga, fornì disegni e piante per quello di Mantova. Il signore di Mantova, agli inizi del Quattrocento, effettuò rilevanti interventi architettonici e urbanistici nella zona della corte e del vescovado, in cui vennero abbattute alcune antiche chiese come Santa Maria in Capodibove e Santa Croce per fare posto all'edificazione del castello gonzaghesco. Ebbe anche incarico da Francesco di costruire il Santuario della Beata Vergine delle Grazie.

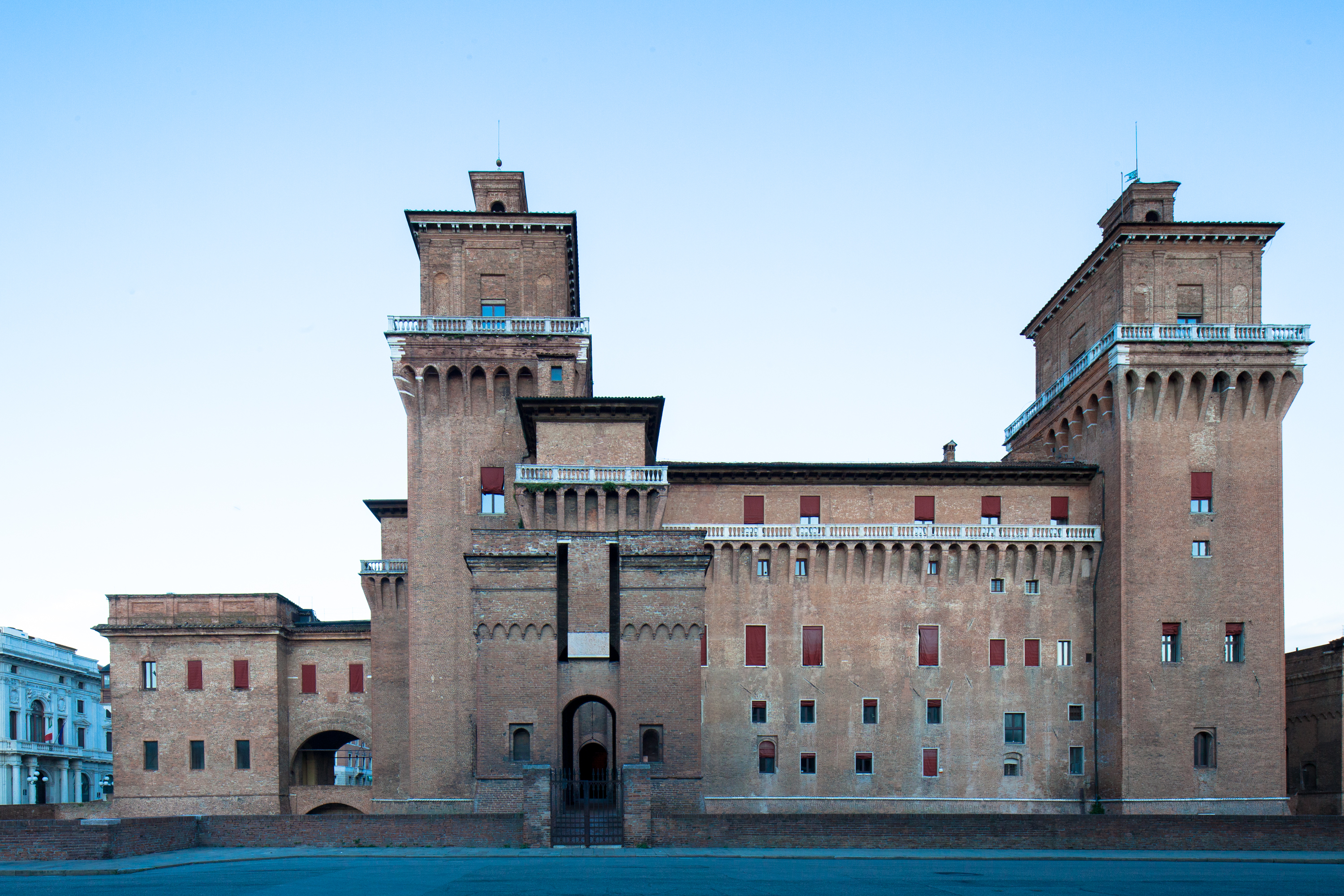
Ferrara, Castello Estense

Nel 1402 iniziò la costruzione della rocca di Finale Emilia che venne ampliata nel 1425 su disegno di Giovanni da Siena per Niccolò III d'Este.
Nel 1404 fu incaricato della costruzione dei bastioni difensivi lungo il Po.
Come ingegnere militare, ebbe incarichi dai Visconti di Milano e dalla signoria De' Medici di Firenze.

## Riconoscimenti
Con la delibera n. 526 del 10 marzo 1953 il comune di Novara gli ha intitolato una via nel quartiere Sant'Agabio.